# Kaiane Aldorino
Kaiane Aldorino (Gibilterra, 8 luglio 1986) è una modella e politica gibilterriana.

## Biografia
La Aldorino è stata eletta Miss Gibilterra 2009 e nello stesso anno Miss Mondo 2009, incoronata il 12 dicembre 2009 a Johannesburg. È stata la prima Miss Gibilterra ad ottenere tale titolo..
Nel 2014 è diventata deputy mayor di Gibilterra e il 5 aprile 2017 è diventata sindaco di Gibilterra, incarico onorifico che ha mantenuto fino al 4 aprile 2019, quando il Parlamento ha nominato in sua vece John Gonçalves.
La Aldorino appartiene ad una famiglia autoctona di Gibilterra discendente da antichi coloni della Repubblica di Genova.